# Sabino, Jalisco
Sabino är en ort i Mexiko.   Den ligger i kommunen Lagos de Moreno och delstaten Jalisco, i den centrala delen av landet, 400 km nordväst om huvudstaden Mexico City. Sabino ligger 1 856 meter över havet och antalet invånare är 103.
Terrängen runt Sabino är platt söderut, men norrut är den kuperad. Runt Sabino är det ganska glesbefolkat, med 48 invånare per kvadratkilometer. Närmaste större samhälle är Lagos de Moreno, 12,0 km nordost om Sabino. I omgivningarna runt Sabino växer huvudsakligen savannskog.